# Bere Mureș
Bere Mureș este o companie producătoare de bere și apă minerală din România.
În anul 2006, compania a vândut 100 milioane de sticle de bere la PET, însemnând un total de 1.350.000 hectolitri de bere.
Cel mai bine vândut brand al producătorului este berea Neumarkt – bere blondă (peste 90% din producția totală), urmat de Dracula – bere neagră și Sovata – bere blondă din segmentul popular.
În martie 2008, compania Bere Mureș a fost cumpărată de producătorul olandez de bere Heineken, pentru suma de 150 de milioane de euro.
Cifra de afaceri în 2007: 60 milioane euro